# 日本硬式空手道 拳友会
日本硬式空手道 拳友会は、1978年（昭和53年）に神奈川県平塚市に構えた空手道場である。全日本硬式空手道連盟（千葉派）に加盟する。

## 概要
空手道を通して青少年育成に取り組む。現在の会員数は150名、道場を市内に4ヶ所（旭道場、金旭道場、土屋道場、金目道場）構える。会員の約80%が小学生である。
毎年9月に参加人数400人規模の「日本硬式空手道平塚大会」を主催する。近年では国際交流試合と称して、ロシアチームを招待して大々的に行われる。